# He Ain't Heavy, He's My Brother (The Hollies)
He Ain't Heavy, He's My Brother è un singolo degli Hollies, cover dell'omonimo brano di Kelly Gordon.

## Composizione
La versione degli Hollies si caratterizza per la presenza di un giovane Elton John al pianoforte.

## Classifiche
La versione degli Hollies è stata pubblicata come singolo il 1º settembre 1969 nel Regno Unito e il 1º dicembre 1969 negli Stati Uniti. He Ain't Heavy ha raggiunto il terzo posto della Official Singles Chart e la settima posizione della Billboard Hot 100. In Irlanda, la versione degli Hollies è entrata in classifica per due volte: la prima nell'ottobre del 1969 (al terzo posto) e la seconda nel settembre del 1988 (al secondo posto) in seguito all'utilizzo in Rambo III.
| Classifica (1969–1988) | Posizione massima |
| ---------------------- | ----------------- |
| Australia              | 8                 |
| Austria                | 16                |
| Belgio (Fiandre)       | 18                |
| Canada                 | 11                |
| Finlandia              | 18                |
| Germania               | 9                 |
| Irlanda                | 2                 |
| Norvegia               | 7                 |
| Paesi Bassi            | 15                |
| Regno Unito            | 1                 |
| Stati Uniti            | 7                 |
| Stati Uniti (Cash Box) | 8                 |
| Svizzera               | 5                 |

## Nella cultura di massa
La versione degli Hollies è stata utilizzata per il film Zoolander nel 2001.